# Liste des acteurs ayant interprété Tarzan
La liste des acteurs qui ont interprété Tarzan regroupe les interprètes du personnage créé par Edgar Rice Burroughs au cinéma et à la télévision, le plus célèbre demeurant Johnny Weissmuller qui a incarné ce personnage à douze reprises sur grand écran entre 1932 et 1948.

## Cinéma

### Gordon Griffith
Gordon Griffith incarne Tarzan enfant dans les trois premières adaptations au cinéma du personnage de Burroughs.
- 1918 : Tarzan chez les singes (Tarzan of the Apes) de Scott Sidney
- 1918 : Le Roman de Tarzan (The Romance of Tarzan) de Wilfred Lucas avec Elmo Lincoln
- 1921 : Les Dernières Aventures de Tarzan (The Adventures of Tarzan (en)) de Robert F. Hill
- (En 1920, il est aussi à l'écran Jack Clayton/Korak enfant, le fils de Jane Porter et Tarzan, dans le film de Harry Revier et Arthur J. Flaven Le Fils de Tarzan.)

### Elmo Lincoln

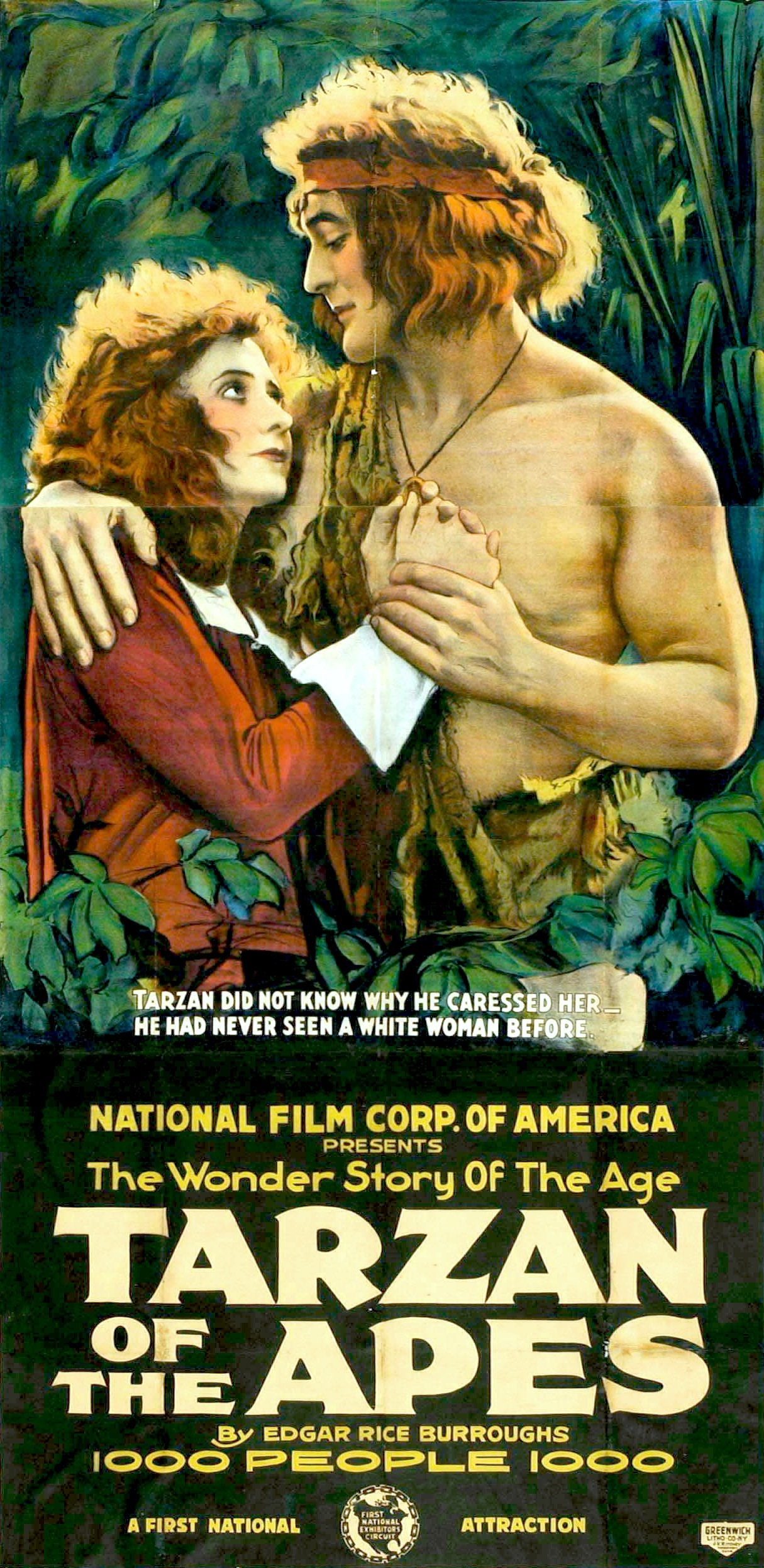
Affiche du film Tarzan chez les singes avec Elmo Lincoln (1918).

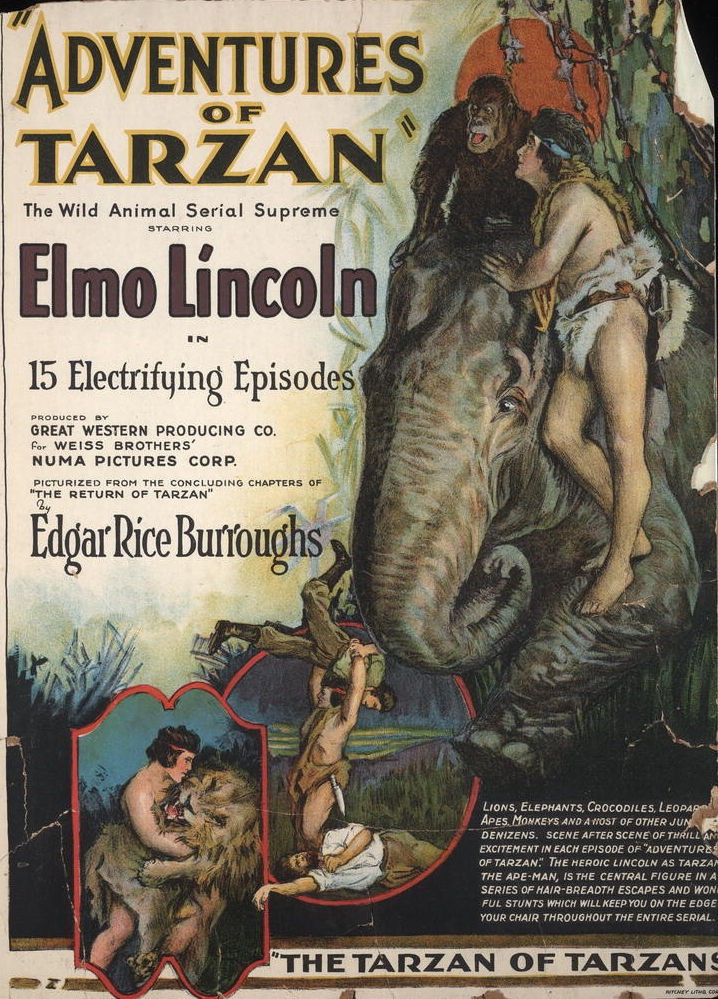
Affiche du film The Adventures of Tarzan avec Elmo Lincoln (1921).

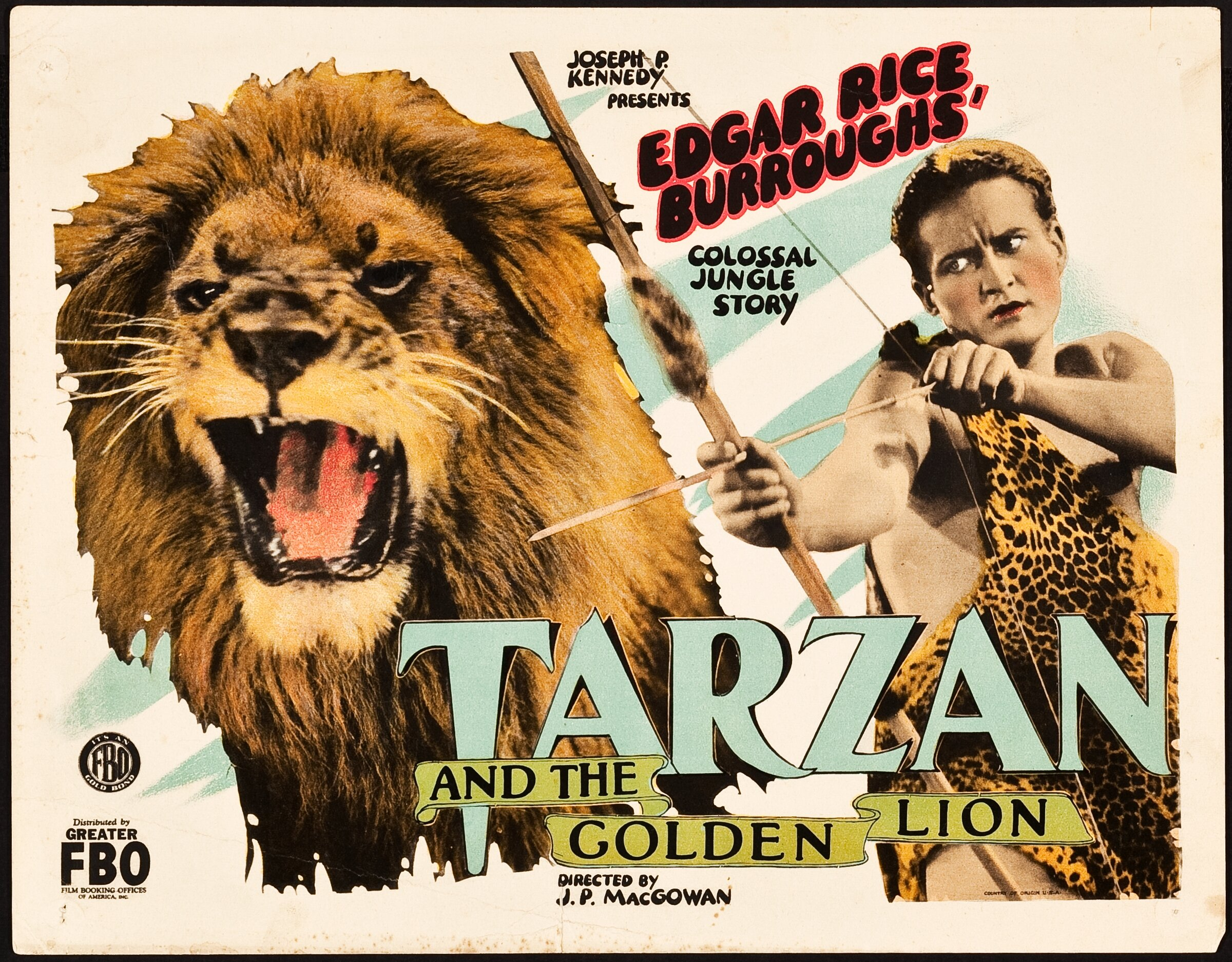
Affiche du film Tarzan et le Lion d’Or avec James Pierce (1927).

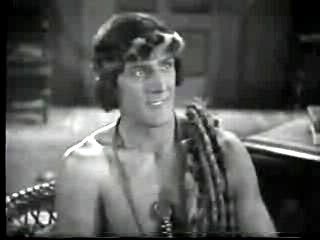
Frank Merrill dans Tarzan le Tigre (1929).

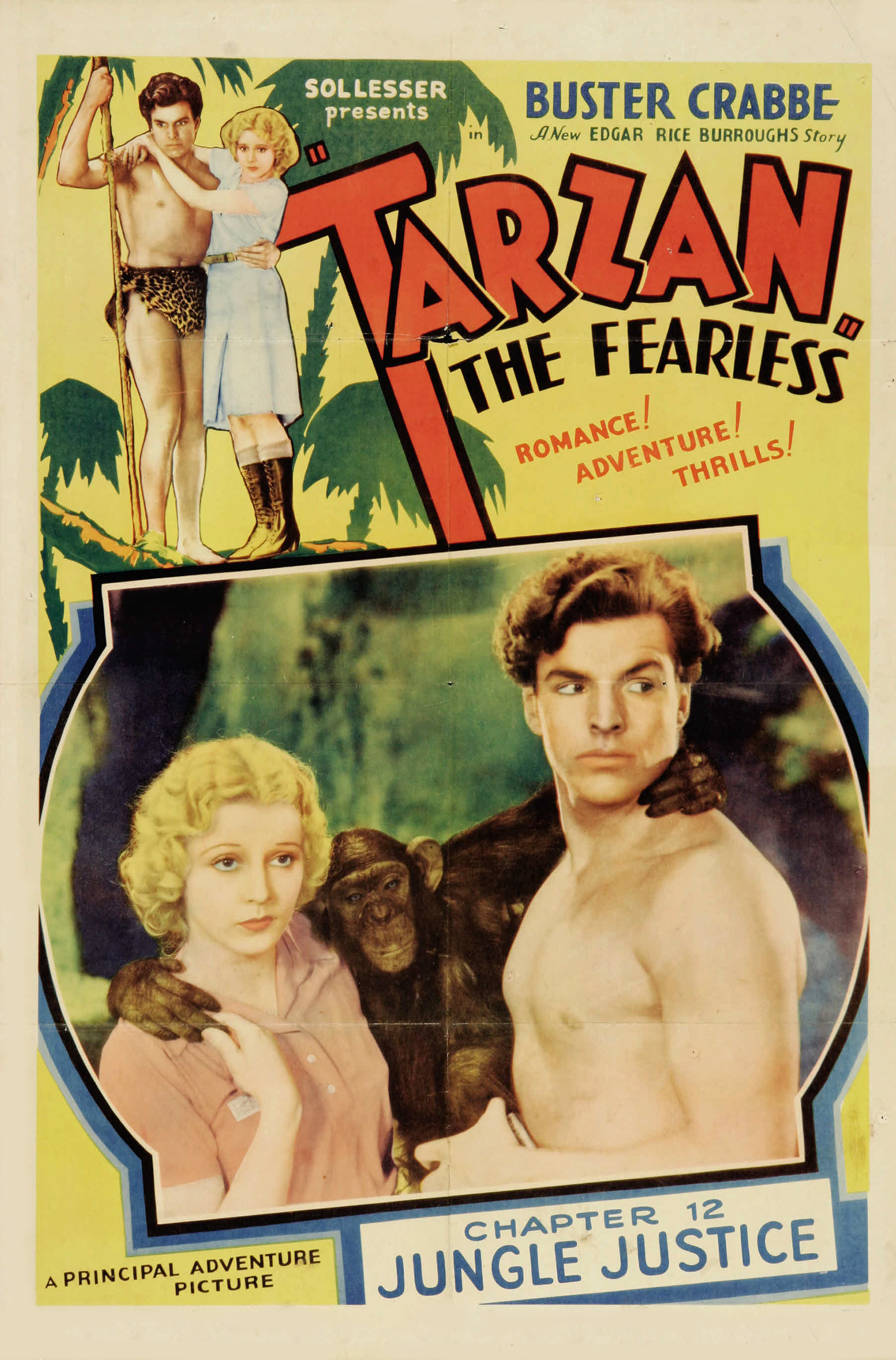
Affiche du film Tarzan l’Intrépide avec Buster Crabbe (1933).

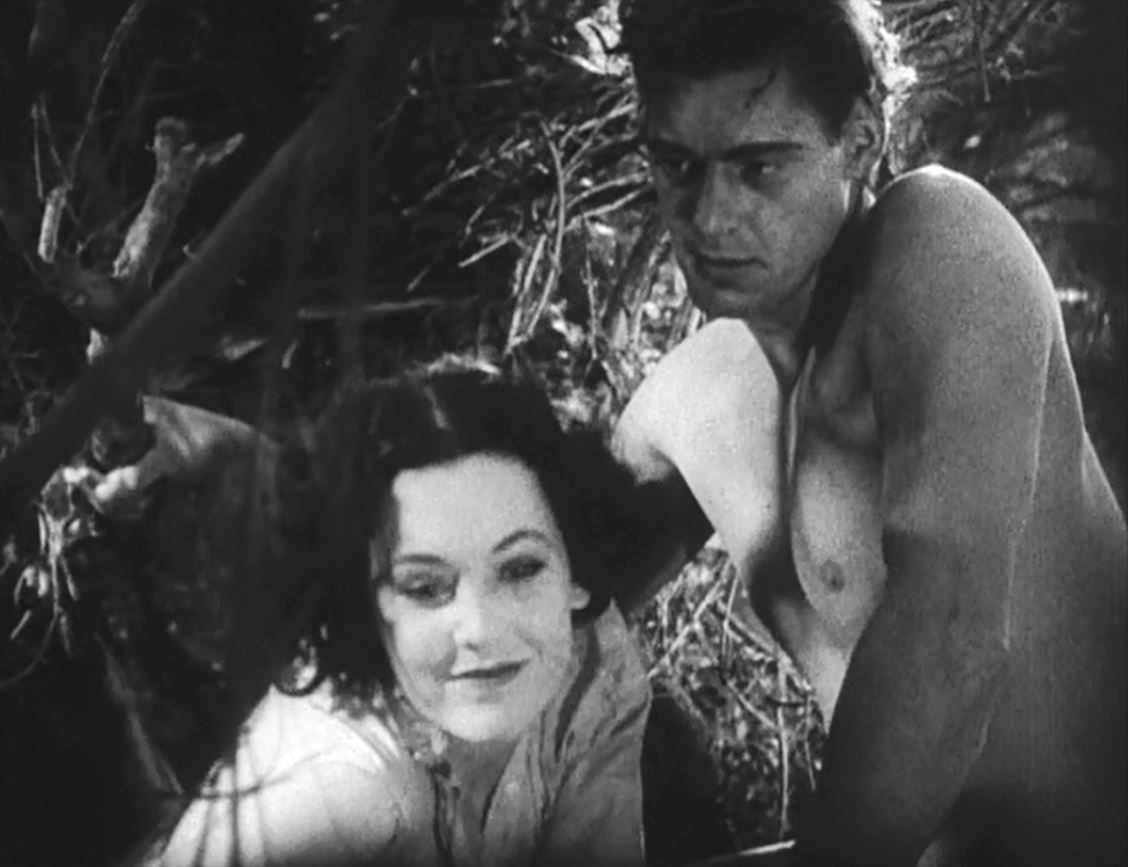
Maureen O'Sullivan et Johnny Weissmuller dans Tarzan l'homme singe (1932)

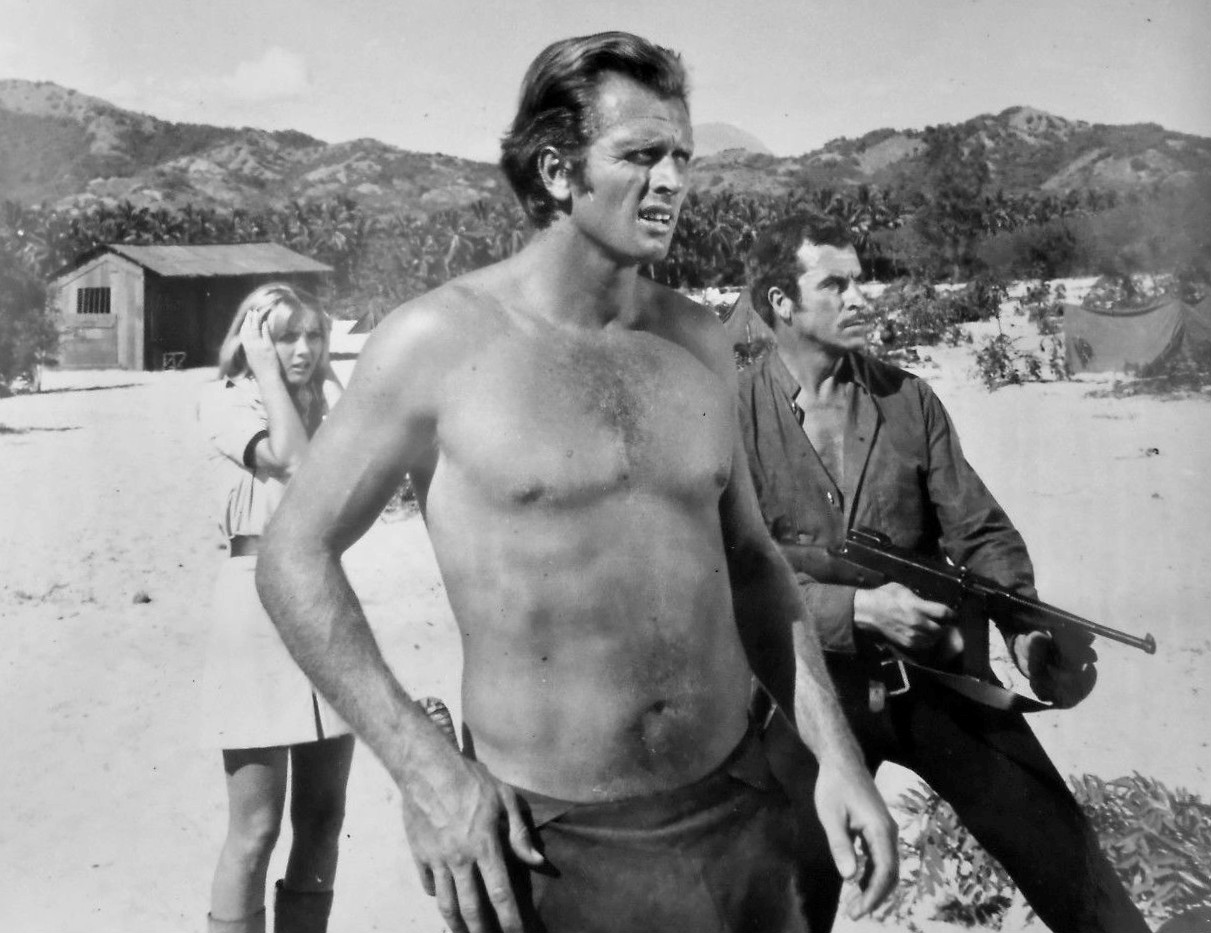
Ron Ely en 1968 dans un épisode de a série

- 1918 : Tarzan chez les singes (Tarzan of the Apes) de Scott Sidney avec Elmo Lincoln, Gordon Griffith.

Premier film avec Elmo Lincoln dans le rôle de l'homme-singe (devenu adulte).
- 1918 : Le Roman de Tarzan (The Romance of Tarzan) de Wilfred Lucas avec Elmo Lincoln
- 1921 : Les Dernières Aventures de Tarzan (The Adventures of Tarzan (en)) de Robert F. Hill avec Elmo Lincoln

### Gene Pollar
- 1920 : Le Retour de Tarzan (The Return of Tarzan) ou La Revanche de Tarzan (The Revenge of Tarzan)  de Harry J. Revier avec Gene Pollar

Deux titres pour un même film : " Return of tarzan " fut le premier titre mais les producteurs ont pensé que cela faisait trop " suite " ; il fut modifié pour donner " The Revenge of Tarzan ".

### Perce Dempsey Tabler
- 1920 : Le Fils de Tarzan (The Son of Tarzan) de Harry J. Revier et Arthur Flaven avec Perce Dempsey Tabler (en)

### James Pierce
- 1927 : Tarzan et le Lion d’Or (Tarzan and the Golden Lion) de J.P. McGowan avec James Pierce

### Frank Merrill
- 1928 : Tarzan le puissant (Tarzan the Mighty) de Ray Taylor et Jack Nelson avec Frank Merrill
- 1929 : Tarzan le Tigre (Tarzan the Tiger) de Henry MacRae, avec Frank Merrill

### Johnny Weissmuller
- 1932 : Tarzan l'homme singe (Tarzan the Ape Man) de W. S. Van Dyke avec Johnny Weissmuller, Maureen O'Sullivan, Neil Hamilton
- 1934 : Tarzan et sa compagne (Tarzan and his mate) de Jack Conway, Cedric Gibbons avec Johnny Weissmuller, Maureen O'Sullivan, Cheeta.
- 1936 : Tarzan s'évade (Tarzan Escapes) de Richard Thorpe avec Johnny Weissmuller, Maureen O'Sullivan
- 1939 : Tarzan trouve un fils (Tarzan finds a son) de Richard Thorpe avec Johnny Weissmuller, Maureen O'Sullivan
- 1941 : Le Trésor de Tarzan (Tarzan's secret treasure) de Richard Thorpe avec Johnny Weissmuller, Maureen O'Sullivan
- 1942 : Les Aventures de Tarzan à New York (Tarzan's New York Adventure) de Richard Thorpe avec Johnny Weissmuller, Maureen O'Sullivan
- 1943 : Le Triomphe de Tarzan (Tarzan Triumphs) de Wilhelm Thiele avec Johnny Weissmuller, Johnny Sheffield
- 1943 : Le Mystère de Tarzan (Tarzan's Desert Mystery) de Wilhelm Thiele avec Johnny Weissmuller, Johnny Sheffield
- 1945 : Tarzan et les Amazones (Tarzan and the Amazons) de Kurt Neumann avec Johnny Weissmuller, Brenda Joyce
- 1946 : Tarzan et la Femme léopard (Tarzan and the Leopard Woman) de Kurt Neumann avec Johnny Weissmuller, Brenda Joyce
- 1947 : Tarzan et la Chasseresse (Tarzan and the Huntress) de Kurt Neumann avec Johnny Weissmuller, Brenda Joyce
- 1948 : Tarzan et les Sirènes (Tarzan and the Mermaids) de Robert Florey avec Johnny Weissmuller, Brenda Joyce

### Buster Crabbe
- 1933 : Tarzan l'intrépide (Tarzan the Fearless) de Robert Hill avec Buster Crabbe

### Bruce Bennettsous le nomHerman Brix
- 1935 : Les Nouvelles Aventures de Tarzan (The New Adventures of Tarzan) de Edward Kull avec Herman Brix

aka Tarzan's New Adventure (USA: TV title)
- 1938 : Tarzan l’Invincible (Tarzan and the Green Goddess) de Edward A. Kull avec Herman Brix

### Glenn Morris
- 1938 : La Revanche de Tarzan (Tarzan's Revenge) de D. Ross Lederman avec Glenn Morris

### Lex Barker
- 1949 : Tarzan et la Fontaine Magique (Tarzan's Magic Fountain (en)) de Lee Sholem avec Lex Barker et Brenda Joyce
- 1950 : Tarzan et la Belle Esclave (Tarzan and the Slave Girl) de Lee Sholem avec Lex Barker

aka Tarzan and the Jungle Queen (USA)
- 1951 : Tarzan et la reine de la jungle (Tarzan's Peril (en)) de Byron Haskin avec Lex Barker
- 1952 : Tarzan Défenseur de la Jungle (Tarzan's Savage Fury (en)) de Cy Endfield avec Lex Barker

aka Tarzan, the Hunted
- 1953 : Tarzan et la diablesse (Tarzan and the She-Devil (en)) de Kurt Neumann avec Lex Barker

### Clint Walker
- 1954 : Jungle Gents (en) de Edward Bernds avec Clint Walker sous le nom de Jett Norman[réf. nécessaire]  (comédie dans laquelle Clint Walker interprète une version parodique de Tarzan)

### Gordon Scott
- 1955 : Tarzan chez les Soukoulous (Tarzan's Hidden Jungle (en)) de Harold Schuster avec Gordon Scott
- 1957 : Tarzan et le Safari perdu (Tarzan and the Lost Safari) de Bruce Humberstone avec Gordon Scott
- 1958 : Le Combat Mortel de Tarzan (Tarzan's Fight for Life (en)) de Bruce Humberstone avec Gordon Scott
- 1958 : Tarzan et les Trappeurs (Tarzan and the Trappers (en)) de Charles F. Haas avec Gordon Scott
- 1959 : La Plus Grande Aventure de Tarzan (Tarzan's greatest adventure) de John Guillermin avec Gordon Scott, Sean Connery, Sara Shane
- 1960 : Tarzan le magnifique (Tarzan the Magnificent) de Robert Day avec Gordon Scott

### Denny Miller
- 1959 : Tarzan, l'homme singe (Tarzan, the Ape Man (en)) de Joseph Newman avec Denny Miller (en)

### Jock Mahoney
- 1962 : Tarzan aux Indes (Tarzan Goes to India) de John Guillermin avec Jock Mahoney
- 1963 : Le défi de Tarzan (Tarzan's Three Challenges (en)) de Robert Day avec Jock Mahoney
- À noter, que Jock Mahoney tient le rôle d'un « méchant » dans le film Tarzan le magnifique de Robert Day en 1960, avec Gordon Scott dans le rôle-titre.

### Mike Henry
- 1966 : Tarzan and the Valley of Gold (en) de Robert Day avec Mike Henry
- 1967 : Tarzan et le Jaguar Maudit (Tarzan and the Great River (en)) de Robert Day avec Mike Henry
- 1968 : Tarzan et l’Enfant de la jungle (Tarzan and the Jungle Boy (en)) de Robert Day avec Mike Henry

### Ron Ely
- 1967 : Tarzan et la révolte de la jungle (Tarzan jungle rebellion (en)), de William Witney, (montage d'épisodes de la série télévisée Tarzan)
- 1970 : Tarzan's Deadly Silence (en) de Robert L. Friend, (montage d'épisodes de la série télévisée Tarzan)

### Miles O'Keeffe
- 1981 : Tarzan, l'homme singe (Tarzan, the Ape Man) de John Derek avec Miles O'Keeffe

### Christophe Lambert
- 1983 : Greystoke, la légende de Tarzan (Greystone the legend of Tarzan, Lord of the Apes) de Hugh Hudson avec Christophe Lambert, Andie MacDowell.

### Casper Van Dien
- 1998 : Tarzan et la Cité perdue (Tarzan and the Lost City) de Carl Schenkel avec Casper Van Dien, Jane March

### Alexander Skarsgård
- 2016 : Tarzan (The Legend of Tarzan) de David Yates avec Alexander Skarsgård et Margot Robbie

## Télévision

### Ron Ely
- 1966-1968 : Tarzan (série télévisée) avec Ron Ely

### Wolf Larson
- 1991-1994 : Tarzan (série télévisée) avec Wolf Larson

### Joe Lara
- 1989 : Tarzan à Manhattan (Tarzan in Manhattan) de Michael Schultz avec Joe Lara, Tony Curtis.
- 1996-1997 : Les Aventures Fantastiques de Tarzan avec Joe Lara

### Travis Fimmel
- 2003 : Jane et Tarzan avec Travis Fimmel